# LET'S DO IT -愛は思うまま-
『LET'S DO IT -愛は思うまま-』（レッツ・ドゥ・イット あいはおもうまま）は、1978年10月25日に発売された吉田美奈子通算6作目のスタジオ・アルバム。

## 解説
原版制作会社は変わらないので、ディストリビューション・カンパニーが変更されただけだったが、本作はアルファレコード移籍第一弾として1978年にリリース。以後1983年の契約満了まで本作を含む5枚のアルバムが同社から発表された。
本作『愛は思うまま』はジーン & ビリー・ペイジのプロデュースのもと、ハリウッドにあるフィルムウェイズ・ハイダー・スタジオでレコーディングされた。前作『TWILIGHT ZONE』でより明確に打ち出された、自身の音楽を自らの手でコントロールするというスタンスから再び離れた印象がある作品となった背景には、当時社長だった村井邦彦がロサンゼルスでとジーン・ページ契約し、“契約したからこういうアルバムを作ってくれ”と言われたことに起因しているという。吉田は「また社長が迷っちゃったんですね。あちらとの契約が済んでしまっていたのでしょうがないな、ロサンゼルスか、いやだなあ、と思ったけれど。契約って、お互いの義務とか保証とかで成り立っているんで、今何をするべきかってことを考えると、別に親切にはなりたくないけれど、お互いに歩み寄らないと意味がないじゃないですか。だから、やりますけど…、“…”の部分が私に任せてくださいと。ハリウッド・サウンドにならないようにと、ガッチリとヘッド・アレンジしたものを日本でセッションしていたミュージシャンたちを呼んで録って、そのテープを向こうに送ったの。できあがったレコードは“なんだ、デモ・テープに弦とホーンが入っているだけじゃない!”とポンタが言ったような感じのものでした」という。結果としてソングライターとヴォーカリストとの配分が明瞭になり、独自の作風は維持しつつも、歌そのものに焦点が絞られた作品となった。
「愛は思うまま」「海」、そして「猫」（『扉の冬』収録の「ねこ」とは別曲）は後にアルバム『IN MOTION』に、大幅なリアレンジで収録された。
山下達郎が作曲した3曲のうち「雲のゆくえに」は、山下も自身のアルバム『RIDE ON TIME』に収録したほか、「時よ」はライブ・アルバム『IT'S A POPPIN' TIME』で取り上げている。
「I'D RATHER LEAVE WHILE I'M IN LOVE」はリタ・クーリッジ（Rita Coolidge）のヒット曲として知られる、本作唯一収録のカヴァー。のちにリカット・シングルでリリースされた。

## アートワーク、パッケージ
アルバムの帯には以下のキャッチコピーが記載されている。
フロントおよびバック・カバー、歌詞カード掲載の写真はいずれもノーマン・シーフによって撮影されている。

## 収録曲

### SIDE A
1. 愛は思うまま (LET'S DO IT)
作詞 / 作曲 : 吉田美奈子
2. 恋の手ほどき (I'LL TEACH YOU ALL ABOUT LOVE)
作詞 : 吉田美奈子, 作曲 : 山下達郎
3. 時よ (TIME)
作詞 / 作曲 : 吉田美奈子
4. 海 (THE SEA)
作詞 / 作曲 : 吉田美奈子
5. アイッド・ラーザー・リーヴ・ホワイル・アイム・イン・ラヴ (I'D RATHER LEAVE WHILE I'M IN LOVE)
作詞 / 作曲 : Carol Bayer-Sager, Peter Allen

### SIDE B
1. 愛の炎 (FLAMES OF LOVE)
作詞 : 吉田美奈子, 作曲 : 山下達郎
2. 猫 (CAT)
作詞 / 作曲 : 吉田美奈子
3. 雲のゆくえに (CLOUDS)
作詞 : 吉田美奈子, 作曲 : 山下達郎
4. 影になりたい (I WANNA BE YOUR SHADOW)
作詞 : 吉田美奈子, 作曲 : 吉田美奈子, 坂本龍一

## クレジット
| DRUMS             |  | - Edward Greene - Alvin Taylor                               |
| BASS              |  | - Scott Edwards - Eddy Watkins                               |
| GUITAR            |  | - David T. Walker - Wah Wah Watson - Tim May                 |
| KEYBOARDS         |  | - Silvester Rivers - Greg Phillinganes                       |
| PERCUSSION        |  | Eddie "Bongo" Brown                                          |
| STRINGS           |  | Harry Bluestone (concertmaster)                              |
| TRUMPET           |  | - Ollie Mitchell - Chuck Finley - Oscar Brashear             |
| SAX               |  | - Jackie Kelso - Plas Johnson                                |
| TROMBONE          |  | - Dick Nash - Alan Kaplan - Tommy Shephered                  |
| BACKGROUND VOCALS |  |                                                              |
|                   |  | - Minako Yoshida - Oma Drake - Terry Young - Elisecia Wright |

### スタッフ
| Produced by Gene & Billy Page |
| Arranged by Gene Page |
| Vocal Tracks Produced by Miki Curtis |
| Recorded at Filmways Heider Recording Studio 3, Calofprnia |
| Engineering by Sye Mitchell |
| Assisted by Michael Canevale |
| 2nd Engineer : Terry Becker |
| Engineering of Vocal Tracks & Re-mixing by Honk Cicalo at Crimson Sound Studio, Santa Monica, Calofornia |
| Contractors ; Olivia & Sara Page |
| Photographs by Norman Seeff |
| Assisted by Georgina Kavuellos, Alan Levenson & Taryn Power |
| Art Direction by Aijiro Wakita |
| Wah Wah Watson Appears Courtesy of Columbia Records |
| |
| Executive Producer : Kunihiko Murai |
| |
| - Thanks To - Miki Curtis & His Family (With Cats & Dog), - Hal Sloone, Jeanine Sloone, Tim Eagleson, - Tom Scott, Hirao Shiba, Tomoko Nunoi, - Tatsu Yamashita, Ryuichi Sakamoto, Bobcat, - The Japanese Musicians & My Family (With Cat) |
| Special Thanks to the Page Family & Izumi |
| |

| ©1978 by |  | ALFA MUSIC LTD. except I'D RATHER LEAVE WHILE I'M IN LOVE |
| ©1976 by |  | - IRVING MUSIC INC., WOODLNOOUGH MUSIC INC., - UNICHAPPELL INC., BEGONIA MELODIES INC. & JEMAVA MUSIC CORP., - for Japan by PACIFIC MUSIC PUBLISHING CO. LTD. - & CHAPPELL K.K. |

### CD:MHCL 412
1. 愛は思うまま  –  (4:52)
2. 恋の手ほどき  –  (4:10)
3. 時よ  –  (3:35)
4. 海  –  (3:58)
5. アイッド・ラーザー・リーヴ・ホワイル・アイム・イン・ラヴ  –  (3:05)
6. 愛の炎  –  (4:07)
7. 猫  –  (4:48)
8. 雲のゆくえに  –  (4:51)
9. 影になりたい  –  (5:12)

#### クレジット
- ライナーノーツ : 小川真一